# Berufsbildungszentrum Biel-Bienne
Das Berufsbildungszentrum Biel-Bienne (kurz: BBZ Biel-Bienne) ist eine Berufsschule in Biel (Schweiz).
250 Lehrkräfte unterrichten 2000 Lernende zweisprachig auf Deutsch und Französisch in allgemeiner und beruflicher Bildung und ermöglichen ihnen eine Ausbildung in gewerblich-technischer Richtung.

## Standorte
Die Schule hat drei Standorte in Biel.
In den Gebäuden in der Wasenstrasse werden der schulische Teil der beruflichen Bildung im dualen System, die Berufsmaturität, sowie Kurse zur Mediamatik und zur Weiterbildung veranstaltet. Es gibt eine Grossküche, eine Backstube, ein  Coiffeursalon und Werkstätten in den Bereichen Auto, Bau und Elektro, eine Mensa und eine Sporthalle.
Am Standort Salzhausstrasse ist die Technische Fachschule (Vollzeitausbildung) ansässig.
Auf dem Areal Linde am Scheibenweg 45 wird das Berufsvorbereitende Schuljahr für die Region Biel/Bienne Seeland angeboten.

## Bildungsangebot
Am Berufsbildungszentrum gibt es 30 Berufsausbildungen (in den Bereichen Dienstleistung, Handwerk, Industrie und  Medizinaltechnik). Fünf Ausbildungsgänge dauern zwei Jahre und führen zum  Eidgenössischen Berufsattest (EBA). Die weiteren 25 Ausbildungsgänge enden mit einem Eidgenössischen Fähigkeitszeugnis (EFZ) nach einer Ausbildungsdauer von 3 bis 4 Jahren. An der Abteilung Berufsmaturität/Mediamatik wird die Ausbildung von 600 Mediamatikern umgesetzt. Ferner gibt es Brückenangebote zur  Berufswahl und Integration.
Es kann die Berufsmaturität während oder nach der Berufsausbildung in französischen, deutschen oder bilingualen Klassen erworben werden. Das Berufsmaturitätsdiplom ist erforderlich, um nach einer Berufsausbildung an einer Fachhochschule oder an anderen weiterführenden Schulen studieren zu können.
Die Technische Fachschule dient als Lehrwerkstatt. 21 Ausbilder unterweisen 200 Lernende in den vier Ausbildungsrichtungen Uhrmacherei, Mechanik, Konstruktion und Elektroniker. Es werden Mikrotechniker in acht Berufen ausgebildet.
Die Brückenangebote richten sich an Jugendliche am Übergang von der Schule in die berufliche Grundbildung, die am Ende der obligatorischen Schulzeit noch keine Berufswahl getroffen haben, eine Lehre abgebrochen haben oder erst seit kurzer Zeit in der Schweiz leben und kaum Deutsch sprechen. Diese Jugendlichen können während eines Jahres ihre Schulkenntnisse festigen und neue Kompetenzen im Hinblick auf ihren zukünftigen Beruf erlernen.

## Sonstiges
Das BBZ Biel-Bienne war als eine von zwei Schweizer Schulen Entrepreneurial School of 2019 JA Europe, zweisprachig labellisiert, eine Swiss Olympic Partner School und ein Cambridge English Prüfungszentrum.